# Miechowski
Miechowski là một huyện thuộc tỉnh Małopolskie của Ba Lan. Huyện có diện tích 676 km². Đến ngày 1 tháng 1 năm 2011, dân số của huyện là 49977 người và mật độ 74 người/km².